# Christoph Krenn
Christoph Krenn (7 luglio 1994) è uno sciatore alpino austriaco.

## Biografia
Originario di Göstling an der Ybbs e attivo in gare FIS dal dicembre del 2009, in Coppa Europa Krenn ha esordito il 15 gennaio 2015 ad Altenmarkt-Zauchensee in discesa libera (45º) e ha colto la sua prima vittoria, nonché primo podio, il 21 dicembre 2016 a Reiteralm in supergigante. Ha debuttato in Coppa del Mondo il 27 dicembre 2016 a Santa Caterina Valfurva in supergigante (28º); non ha preso parte a rassegne olimpiche o iridate.

## Palmarès

### Coppa del Mondo
- Miglior piazzamento in classifica generale: 79º nel 2019

### Coppa Europa
- Miglior piazzamento in classifica generale: 4º nel 2022
- Vincitore della classifica di supergigante nel 2018
- 13 podi:
  - 2 vittorie
  - 4 secondi posti
  - 7 terzi posti

#### Coppa Europa - vittorie
| Data             | Località  | Paese   | Specialità |
| ---------------- | --------- | ------- | ---------- |
| 21 dicembre 2016 | Reiteralm | Austria | SG         |
| 21 dicembre 2017 | Reiteralm | Austria | SG         |

Legenda:

SG = supergigante

### Campionati austriaci
- 2 medaglie:
  - 1 oro (supergigante nel 2019)
  - 1 bronzo (supergigante nel 2015)